# Dion Lewis
Dion Lewis (* 27. September 1990 in Albany, New York) ist ein ehemaliger US-amerikanischer American-Football-Spieler auf der Position des Runningbacks. Er spielte für die Philadelphia Eagles, die Cleveland Browns, die Indianapolis Colts, die New England Patriots, die Tennessee Titans und die New York Giants in der National Football League (NFL). Mit den New England Patriots gewann Lewis den Super Bowl LI.

## College
Lewis besuchte 2008 die Blair Academy in New Jersey, ohne dort Football zu spielen. Er bereitete sich dort auf das College vor, um dann 2009 auf die University of Pittsburgh zu wechseln.
Er spielte dann von 2009 bis 2010 auch in Pittsburgh als Runningback und kam in seinen zwei Jahren dort bei 544 Läufen auf 2.860 Yards und 30 Touchdowns. Zusätzlich fing er 52 Bälle für 405 Yards und schaffte einen Touchdown.

## NFL
Lewis wurde im NFL Draft 2011 in der 5. Runde an 149. Stelle insgesamt von den Philadelphia Eagles ausgewählt und machte für diese sein NFL-Debüt.

### Philadelphia Eagles
Lewis wurde bei den Philadelphia Eagles hauptsächlich als Return Specialist eingesetzt und spielte bis zur Saison 2012 in Philadelphia. In diesen zwei Jahren schaffte er in 32 Kick Returns 702 Yards.
Am 11. April 2013 wurde er im Tausch für Emmanuel Acho zu den Cleveland Browns transferiert.

### Cleveland Browns
In der Saison 2013 bei den Cleveland Browns hatte Lewis kein Glück. Er verpasste die gesamte Saison wegen einer Fibulafraktur.
Er wurde am 30. August 2014 von den Browns entlassen.

### Indianapolis Colts
Lewis wurde am 10. September 2014 von den Indianapolis Colts unter Vertrag genommen. Er wurde allerdings schon ein paar Tage später am 16. September 2014 wieder entlassen, weil die Colts auf Verletzungen reagieren und Platz im aktiven Kader machen mussten.
Lewis spielte in der Saison 2014 kein einziges Spiel.

### New England Patriots
Nachdem Lewis bei den New England Patriots am 31. Dezember 2014 bereits einen Future Contract unterzeichnet hatte, unterschrieb er am 8. Oktober 2015 einen Zweijahresvertrag.

#### 2015
Lewis konnte in seiner ersten Saison 2015 bei den Patriots einen sehr guten Eindruck hinterlassen und lief bei 49 Läufen insgesamt 234 Yards und schaffte zwei Touchdowns. Außerdem war er eine gefährliche Waffe im Passspiel und fing 36 Bälle für 388 Yards und ebenfalls zwei Touchdowns.
Er riss sich allerdings im Spiel gegen die Washington Redskins am 8. November 2015 das vordere Kreuzband und verpasste den Rest der Saison.

#### 2016
Vor der Saison 2016 musste sich Lewis einer zweiten Operation am Knie unterziehen und verpasste deshalb die ersten neun Spiele der Saison.
Mit seinem Einstieg in die Saison am 10. Spieltag konnte er allerdings an seine guten Leistungen anknüpfen, wenn er auch noch etwas geschont wurde. Er kam immerhin noch auf 283 Yards in 64 Läufen und fing 17 Bälle für 94 Yards.
Mit dem Erreichen der Playoffs durfte Lewis in der Divisional Round gegen die Houston Texans sein erstes Playoffspiel seiner NFL-Karriere spielen.
Er stellte in dem Spiel den Rekord auf, in einem NFL-Playoffspiel drei Touchdowns auf drei verschiedene Arten zu machen: einen per Lauf, einen gefangenen und einen Return-Touchdown.
Die Patriots bezwangen die Atlanta Falcons im Super Bowl LI, und Lewis wurde zum ersten Mal Super-Bowl-Champion. Lewis hatte hierbei sechs Laufspielzüge und erreichte 26 Yards Raumgewinn.

#### 2017
Lewis spielte in der Saison 2017 eine solide Regular Season und konnte sich im Laufe der Saison als Startspieler auf der Position des Runningbacks etablieren.

### Tennessee Titans

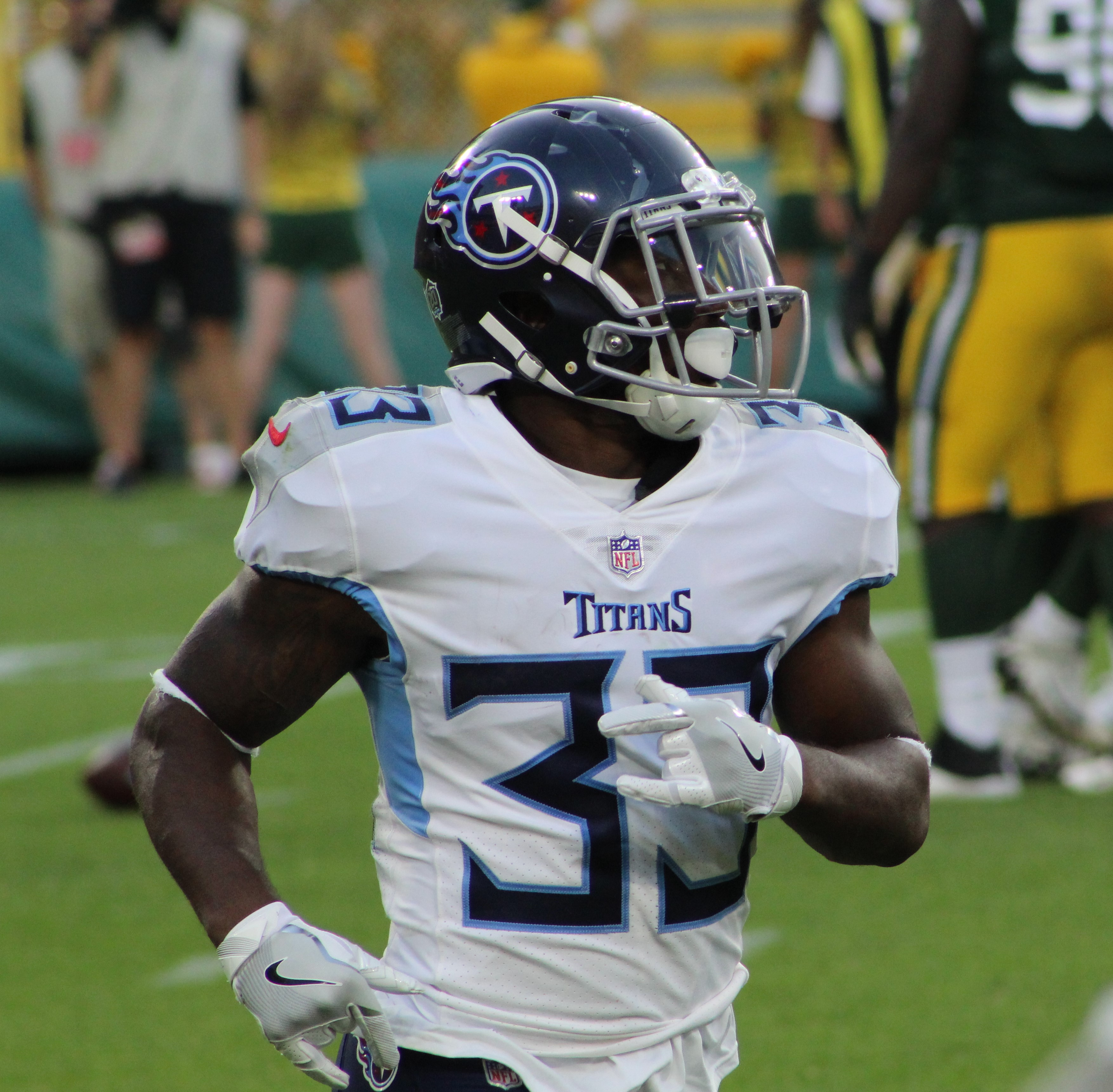
Lewis im Dress der Titans

Am 15. März 2018 unterschrieb er bei den Tennessee Titans einen Vierjahresvertrag in der Höhe von 20 Millionen US-Dollar und zusätzlichen drei Millionen an Bonifikationen. Bei den Titans kam Lewis 2018 und 2019 jeweils in allen 16 Spielen der Regular Season zum Einsatz, spielte jedoch hinter Derrick Henry nur eine Nebenrolle. Am 12. März 2020 wurde er von den Titans entlassen.

### New York Giants
Kurz nach seiner Entlassung bei den Titans einigte sich Lewis auf einen Einjahresvertrag mit den New York Giants. Bei den Giants kam er in 16 Spielen auf 242 Yards und drei Touchdowns. Anschließend beendete Lewis seine Karriere im August 2021.